# Rhopalomyia rugosa
Rhopalomyia rugosa är en tvåvingeart som beskrevs av Gagne 1983. Rhopalomyia rugosa ingår i släktet Rhopalomyia och familjen gallmyggor.
Artens utbredningsområde är Idaho. Inga underarter finns listade i Catalogue of Life.